# 挑戰盃 (中華職棒)
挑戰盃，是中華職棒在1993年至1995年實施的賽制。

## 歷史背景
1992年，兄弟象囊括上下半季冠軍，成為當然的年度總冠軍，聯盟實施金冠軍挑戰賽作為台灣大賽的替代品，但評價不如預期，遂修訂賽制將金冠軍賽改為「挑戰盃」，由年度前三名球隊進行挑戰賽，勝者為該年度的挑戰盃冠軍，可享有50萬元獎金，不過年度總冠軍並不因此異動。
挑戰盃賽制實施後，1994年兄弟象、1995年統一獅都獲得該年度上下半球季冠軍，也連續舉辦了兩年挑戰盃，但票房、評價依舊低迷。
1995年球季結束後，在票房不佳及「連續兩年沒有總冠軍賽可看」的意見反映下，聯盟再次修訂賽制，若上、下半球季都由同一球隊奪冠，仍須進行台灣大賽，但該隊先獲得一場「保送勝」，挑戰盃正式走入歷史。

## 歷年挑戰盃結果
| 年度（職棒紀年）      | 獲勝球隊 | 總教練     | MVP    | 對戰成績（勝敗表） | 落敗球隊 | 總教練     | 優秀球員       |
| --------------------- | -------- | ---------- | ------ | ------------------ | -------- | ---------- | -------------- |
| 1994年（中華職棒5年） | 統一獅   | 大石彌太郎 | 陳政賢 | 3勝0敗（WWW--）    | 兄弟象   | 山根俊英   | 曾智偵、江泰權 |
| 1995年（中華職棒6年） | 三商虎   | 宅和本司   | 林仲秋 | 3勝1敗（WWLW-）    | 統一獅   | 大石彌太郎 | 鷹俠、羅魁     |